# Приходь вільним
«Приходь вільним» (рос. «Приходи свободным») — радянський історико-революційний художній фільм 1984 року, знятий режисером Юрієм Мастюгіним, що оповідає про протистояння прихильників радянської влади і Білого руху на Північному Кавказі в роки Громадянської війни в Росії.

## Сюжет
Події фільму відбуваються в 1919 році в Грозненському окрузі Терської області колишньої Російської імперії. Частини Добровольчої армії під командуванням генерала Ляхова, що зайняли територію, намагаються не допустити встановлення Радянської влади і ліквідувати більшовиків, що перейшли на нелегальне становище. Прибулий в місто за дорученням Серго Орджонікідзе для зв'язку з революціонерами і організації партизанського руху чеченський комуніст Асланбек Шерипов потрапляє в поле зору денікінської контррозвідки, якій вдається вистежити і заарештувати підпільників. Однак, це не може перешкодити наступу Червоної Армії, що користується підтримкою більшості горян.

## У ролях
- Дмитро Золотухін —  Асланбек Шеріпов
- Олександр Денисов —  Микола Гикало
- Магомет Цицкієв —  Гапур Ахрієв
- Олена Бондарчук —  Олена
- Микола Олялін —  Лозованов
- Олександр Фатюшин —  Сергій Миронович Кіров
- Бадрі Какабадзе —  Серго Орджонікідзе
- Вацлав Дворжецький —  Амір-Хаджі
- Дагун Омаєв —  Бекхан, абрек
- Володимир Кенігсон —  генерал Ляхов
- Іван Краско —  підполковник Касьянов
- Артем Карапетян —  Хан-Гірей
- Олексій Михайлов —  Бічерахов
- Всеволод Платов —  отаман
- Валерій Ерьомічев —  радник
- Володимир Єпіскосян —  полководець
- Руслан Наурбієв —  охоронець
- Данило Нетребін —  Олександр Дьяков
- Інга Будкевич —  дружина Лозованова
- Марина Гавриленко —  Марія Владиславівна
- Анатолій Скорякин —  козак
- Микола Горлов —  начальник в'язниці
- Альві Денієв —  Сіраджин
- Микола Маковський —  червоноармієць
- Хусейн Гузуєв —  Ібрагім
- Сергій Тезов —  Павло

## Знімальна група
- Автор сценарію: Суп'янбек Шеріпов
- Режисер-постановник: Юрій Мастюгін
- Оператор-постановник: Олександр Масс
- Композитор: Олександр Журбін
- Художник-постановник: Костянтин Загорський
- Художник по костюмах: Марина Томашевська
- Монтажер: Віра Васильєва